# Hervé Bazile
Hervé Bazile (* 18. März 1990 in Créteil) ist ein französischer Fußballspieler haitianischer Herkunft.

## Karriere
Bazile wuchs in der Region um die französische Hauptstadt Paris auf und begann dort mit dem Fußballspielen. Als Zehnjähriger ging er ohne Papiere zu einer in der Nähe stattfindenden Trainingseinheit des Profiklubs EA Guingamp, bei der talentierte Jugendliche ab 14 Jahren gesucht wurden. Obwohl er vier Jahre jünger war als der Rest, wurde er in die engere Auswahl gefasst und zu einem Testspiel gegen eine Jugendauswahl des Vereins nach Guingamp eingeladen. Erneut war er ohne Ausweis und wieder konnte er überzeugen, sodass ihn die Verantwortlichen sofort verpflichten wollten. Kurz darauf wurde ihnen sein wahres Alter von erst zehn Jahren bekannt, wodurch seine Aufnahme in das Nachwuchsleistungszentrum nicht möglich gewesen wäre. Daher lebte er für drei Jahre bei einer Gastfamilie, während der er für die Jugend des Klubs spielte, ehe er dann ins Nachwuchsleistungszentrum aufgenommen wurde. Er galt damals als derart talentiert, dass er einige Male für französische Jugendnationalmannschaften spielen konnte. Insbesondere seine Schnelligkeit zeichnete den Stürmer aus.
Er hatte schon für die zweite Mannschaft Guingamps regelmäßig auf Viertliganiveau gespielt, ehe er am 5. Dezember 2008 bei einem 0:0-Unentschieden gegen den HSC Montpellier in der 60. Minute aufs Feld kam und so sein Debüt in der zweithöchsten Spielklasse Frankreichs erreichte. Anschließend blieb es für ihn bei sporadischen Berücksichtigungen, weswegen er auch das nationale Pokalendspiel 2009 verpasste, in dem sich Guingamp gegen Rennes den Titel sicherte. Am 23. August 2009 lief er bei einem 4:1-Sieg gegen den OC Vannes zum ersten Mal von Beginn an für das Team auf und steuerte in der 10. Minute überdies seinen ersten Treffer als Profi bei. 2010 musste er den Abstieg in die Drittklassigkeit hinnehmen, etablierte sich aber selbst danach nicht dauerhaft als Stammspieler. Angesichts dessen wechselte er nach dem geschafften Wiederaufstieg 2011 zum Zweitligisten SC Amiens. 
Bei Amiens musste er sich ähnlich wie zuvor in Guingamp meist mit der Jokerrolle begnügen und 2012 dazu den Abstieg in die dritte Liga hinnehmen. Danach war er meist gesetzt, bis er im Sommer 2013 zum Ligarivalen Le Poiré-sur-Vie VF wechselte. Dort konnte er sich ebenfalls durchsetzen und erreichte mit zehn Treffern im Verlauf der Spielzeit 2013/14 zudem seine beste Torausbeute. 
In der Sommerpause 2014 wurde er vom zuvor in die erste Liga aufgestiegenen Verein SM Caen unter Vertrag genommen. Somit war ihm der direkte Sprung von der Dritt- in die Erstklassigkeit gelungen. Am 9. August desselben Jahres wurde er bei einem 3:0-Sieg gegen den FC Évian Thonon Gaillard in der 64. Minute eingewechselt und erreichte damit sein Erstligadebüt. Dem folgten in der nachfolgenden Zeit regelmäßige Berücksichtigungen.

### International
Nachdem er im Jugendbereich für Frankreich gespielt hatte, wurde er 2013 für den anstehenden Gold-Cup in die vorübergehende Auswahl seines Herkunftslandes Haiti berufen, gehörte aber nicht dem endgültigen Kader an.